# Пандора (супутник)
Пандора (лат. Pandora, грец. Πανδώρα) — шостий за віддаленістю від планети природний супутник Сатурна. Він був відкритий за фотознімками космічного апарата «Вояджер-1» у жовтні 1980 року Стюартом Коллінзом і отримав тимчасове позначення S/1980 S 26. У 1985 році супутник отримав офіційну назву Пандора на честь богині із грецької міфології, дружини Епіметея. Пандора знаходиться біля зовнішнього краю кільця F.
Пандора має розміри 110×88×62 кілометрів, має два великих кратери діаметром 30 кілометрів. Вона обертається на відстані 141 713 кілометрів від Сатурна. Супутник має період обертання 0,628804 днів, нахил орбіти 0,0522° до екватора Сатурна, ексцентриситет орбіти 0,0042. Маса супутника 1,94× 1017 кілограмів.
У Сонячній системі є також астероїд 55 Пандора.